# Arlandabanan
Arlandabanan är en järnvägsförbindelse till Arlanda flygplats norr om Stockholm. Den är dubbelspårig och utgår från Ostkustbanan söder om Rosersberg. Den går till och passerar Arlanda, för att norr om Märsta återigen angöra Ostkustbanan. Banan har enbart persontrafik.

## Beskrivning
Arlandabanan är cirka 19 kilometer lång och går i en tunnel under flygplatsen. Tunneln är cirka 5 kilometer lång och var därmed Sveriges längsta järnvägstunnel (undantaget Stockholms tunnelbana, som inte räknas som järnväg) fram till färdigställandet av Namntalltunneln på Botniabanan. Arlandabanan ägs av svenska staten och förvaltas av ett statligt helägt bolag, Arlandabanan Infrastructure AB. För underhåll och drift ansvarar A-train AB och inte som normalt i Sverige Trafikverket. Det finns tre stationer för resandeutbyte, samtliga underjordiska: två för Arlanda Express, kallade Arlanda Södra (för terminal 2-4) och Arlanda Norra (för Terminal 5), samt en tredje för tåg som passerar genom Arlanda, kallad Arlanda C. Den ligger under Sky City mellan terminal 4 och 5. Två ytterligare stationer finns på banan, men de är inte öppna för av- eller påstigning för resenärer. Arlanda nedre är en förgreningsstation mellan spåren mot Arlanda C och spåren mot Arlanda S. Den andra stationen är Blackvreten, där A-trains verkstad ligger. A-train kör även Arlanda Express och låter ingen annan köra med vändning på Arlanda. Andra tågoperatörer kan passera Arlanda, med eventuellt stopp på Arlanda C, mot avgift till A-train.
Arlandabanan är unikt bland nyare svenska järnvägsbyggen på det sättet att det är företagsekonomiskt lönsamt. Snabbare tåg kan vara företagsekonomiskt lönsamma, men inte banbyggen, utöver detta projekt. Det är de höga priserna och den höga medelhastigheten som ger lönsamhet. Varje tågfordon kan köra in flera tusen kronor per sittplats och dag.
Det finns ingen godstrafik på Arlandabanan. Det planerades tåg med flygbränsle, men bland annat säkerhetsproblem att köra farlig last i tunneln stoppade det. Man har istället byggt en rörledning från en terminal söder om Märsta vid Ostkustbanan, dit tåg går från Gävle hamn sedan cirka 2006. Innan dess gick bränslet med lastbil från Värtahamnen i Stockholm, via den i innerstadsmiljö belägna Valhallavägen.

## Trafik
Arlandabanan har enbart persontrafik. Förutom A-train till Stockholm C finns det regionaltåg till orter som Uppsala, Gävle, Linköping och Eskilstuna. Fjärrtågen till och från orter norr om Stockholm (exempelvis Borlänge, Falun, Sundsvall och Luleå) stannar också. Arlandabanan trafikeras av eller har trafikerats av följande bolag:
- Arlanda Express 1999–
- SJ 2001– (Statens Järnvägar 2000–2000)
- Norrlandståget SJ 2008–2020, Vy Tåg 2020–2024,  SJ 2024–
- UL Upptåget 2006–2012[3]
- Stockholms pendeltåg (SL) 2012–
- Mälartåg 2021–

## Historia
Efter ett anbudsförfarande fick i augusti 1994 ett konsortium bestående av NCC, Siab och Vattenfall AB i uppdrag att bygga banan, byggarbetena satte igång 1995 och banan öppnades för trafik 1999.

## Inverkan på resemarknaden
Möjligheten att nå Arlanda med tåg har konkurrerat ut flera flyglinjer till orter på måttligt avstånd från Stockholm, såsom Borlänge, Norrköping, Linköping, Gävle, Hudiksvall, Söderhamn och Örebro. De flesta som tidigare reste med dessa flyg skulle vanligen till Arlanda för byte till andra flyg. Dessa kan nu ta tåget till Arlanda. De som skulle till Stockholm tog oftast ändå tåg eller bil med tanke på biljettpris och turtäthet.
På tyngre inrikes flyglinjer på medellånga sträckor där många resenärer ska till/från just Stockholm, och även många åker tåg, såsom Göteborg, Malmö och Sundsvall, visar statistiken en viss ökning av antal inrikes flygresenärer till och från Göteborg och Malmö efter öppning av Arlandabanan. Mellan Arlanda och Sundsvall har flygresandet däremot minskat.
Antal resenärer 2019 var cirka 3,5 miljoner på Arlanda Express och cirka 2,3 miljoner med övriga trafikbolag.